# Emily Harvey Foundation
Die Emily Harvey Foundation (Emily-Harvey-Stiftung) ist eine auf Emily Kreis Harvey (1941–2004) zurückgehende Stiftung, die sich zum Ziel gesetzt hat, reife Künstler zu fördern. Dazu stellt die Stiftung, die selbst eine New Yorker Kunstsammlung besitzt, den Künstlern sowohl in New York als auch in Venedig befristet Unterkünfte zur Verfügung (Artist in Residence). Diese befinden sich in 537 Broadway, bzw. San Polo 322. In Venedig unterhält sie zudem das Archivio Emily Harvey, das einerseits den Residents dient, wie die Künstler genannt werden, die sich im Haus der Stiftung aufhalten, andererseits finden dort Ausstellungen und Performances, Filmvorführungen und Lesungen, Workshops und Seminare statt.
Emily Harvey führte zwischen 1983 und 2004 eine Galerie, gegründet als „Grommet Gallery“, die heute mehr als 2000 Werke umfasst, darunter Werke von George Brecht, John Cage, Marcel Duchamp, Robert Filliou, Al Hansen, Ray Johnson, Alison Knowles, La Monte Young, Charlotte Moorman, Nam June Paik, Carolee Schneemann, Daniel Spoerri. Präsident der Stiftung ist (Stand: 2022) Davidson Gigliotti.
Emily Harvey erwarb 1992 den Galerie-Raum des Fluxus-Künstlers George Maciunas, um dort eine Galerie zu eröffnen. 1994 zog sie nach Venedig und eröffnete dort 2001 eine zweite Galerie. Sie pendelte zwischen New York und Venedig hin und her, wo sie „die Bewegung der Avantgarde maßgeblich unterstützte“. Die von ihr geförderten Künstler hinterließen ihr oftmals Geschenke, aus denen die Sammlung hervorging.